# Saut à la perche aux championnats d'Europe d'athlétisme
Pour un article plus général, voir Championnats d'Europe d'athlétisme.
Le saut à la perche masculin fait partie des épreuves inscrites au programme des premiers championnats d'Europe d'athlétisme, en 1934, à Turin. L'épreuve féminine ne fait son apparition qu'en 1998, à Budapest.
Avec trois médailles d'or, le Suédois Armand Duplantis, l'Allemand Wolfgang Nordwig et le Français Renaud Lavillenie sont les athlètes les plus titrés dans cette épreuve. La Russe Svetlana Feofanova et la Grecque Ekateríni Stefanídi détiennent le record de victoires féminines avec deux titres. 
Le record des championnats d'Europe est détenu chez les hommes par le Suédois Armand Duplantis (6,10 m en 2024). Chez les femmes, il appartient à la Grecque Ekateríni Stefanídi (4,85 m en 2018) et à la Finlandaise Wilma Murto (4,85 m en 2022).

## Palmarès

### Hommes
| Édition | Or                           | Argent                            | Bronze                                 |
| ------- | ---------------------------- | --------------------------------- | -------------------------------------- |
| 1934    | Gustav Wegner 4,00 m         | Bo Ljungberg 4,00 m               | John Lindroth 3,90 m                   |
| 1938    | Karl Sutter 4,05 m           | Bo Ljungberg 4,00 m               | Pierre Ramadier 4,00 m                 |
| 1946    | Allan Lindberg 4,17 m        | Nikolay Ozolin 4,10 m             | Jan Bém 4,10 m                         |
| 1950    | Ragnar Lundberg 4,30 m       | Valto Olenius 4,25 m              | Jukka Piironen 4,25 m                  |
| 1954    | Eeles Landström 4,40 m       | Ragnar Lundberg 4,40 m            | Jukka Piironen Geoffrey Elliott 4,30 m |
| 1958    | Eeles Landström 4,50 m       | Manfred Preussger 4,50 m          | Vladimir Bulatov 4,50 m                |
| 1962    | Pentti Nikula 4,80 m         | Rudolf Tomásek 4,60 m             | Kauko Nyström 4,60 m                   |
| 1966    | Wolfgang Nordwig 5,10 m      | Chrístos Papanikoláou 5,05 m      | Hervé d’Encausse 5,00 m                |
| 1969    | Wolfgang Nordwig 5,30 m      | Kjell Isaksson 5,20 m             | Aldo Righi 5,10 m                      |
| 1971    | Wolfgang Nordwig 5,35 m      | Kjell Isaksson 5,30 m             | Renato Dionisi 5,30 m                  |
| 1974    | Vladimir Kishkun 5,35 m      | Wladyslaw Kozakiewicz 5,35 m      | Yuriy Isakov 5,30 m                    |
| 1978    | Vladimir Trofimenko 5,55 m   | Antti Kalliomäki 5,50 m           | Rauli Pudas 5,45 m                     |
| 1982    | Aleksandr Krupskiy 5,60 m    | Vladimir Polyakov 5,60 m          | Atanas Tarev 5,60 m                    |
| 1986    | Sergueï Bubka 5,85 m         | Vasiliy Bubka 5,75 m              | Philippe Collet 5,75 m                 |
| 1990    | Rodion Gataullin 5,85 m      | Grigoriy Yegorov 5,75 m           | Herman Fehringer 5,75 m                |
| 1994    | Rodion Gataullin 6,00 m      | Igor Trandenkov 5,90 m            | Jean Galfione 5,85 m                   |
| 1998    | Maksim Tarasov 5,81 m        | Tim Lobinger 5,81 m               | Jean Galfione 5,76 m                   |
| 2002    | Aleksandr Averbukh 5,85 m    | Lars Börgeling 5,80 m             | Tim Lobinger 5,80 m                    |
| 2006    | Aleksandr Averbukh 5,70 m    | Romain Mesnil Tim Lobinger 5,65 m | Non décernée                           |
| 2010    | Renaud Lavillenie 5,85 m     | Maksym Mazuryk 5,80 m             | Przemysław Czerwiński 5,75 m           |
| 2012    | Renaud Lavillenie 5,97 m     | Björn Otto 5,92 m                 | Raphael Holzdeppe 5,77 m               |
| 2014    | Renaud Lavillenie 5,90 m     | Paweł Wojciechowski 5,70 m        | Jan Kudlička Kévin Menaldo 5,70 m      |
| 2016    | Robert Sobera 5,60 m         | Jan Kudlička 5,60 m               | Robert Renner 5,50 m                   |
| 2018    | Armand Duplantis 6,05 m (CR) | Timur Morgunov 6,00 m             | Renaud Lavillenie 5,95 m               |
| 2022    | Armand Duplantis 6,06 m (CR) | Bo Kanda Lita Baehre 5,85 m       | Pål Haugen Lillefosse 5,75 m           |
| 2024    | Armand Duplantis 6,10 m (CR) | Emmanouíl Karalís 5,87 m          | Ersu Şaşma Oleg Zernikel 5,82 m        |

### Femmes
| Édition | Or                              | Argent                        | Bronze                        |
| ------- | ------------------------------- | ----------------------------- | ----------------------------- |
| 1998    | Anzhela Balakhonova 4,31 m      | Nicole Humbert 4,31 m         | Yvonne Buschbaum 4,31 m       |
| 2002    | Svetlana Feofanova 4,60 m       | Yelena Isinbayeva 4,55 m      | Yvonne Buschbaum 4,50 m       |
| 2006    | Yelena Isinbayeva 4,80 m (CR)   | Monika Pyrek 4,65 m           | Tatyana Polnova 4,65 m        |
| 2010    | Svetlana Feofanova 4,75 m       | Silke Spiegelburg 4,65 m      | Lisa Ryzih 4,65 m             |
| 2012    | Jiřina Ptáčníková 4,60 m        | Martina Strutz 4,60 m         | Nikoléta Kiriakopoúlou 4,60 m |
| 2014    | Anzhelika Sidorova 4,65 m       | Ekateríni Stefanídi 4,60 m    | Angelina Zhuk-Krasnova 4,60 m |
| 2016    | Ekateríni Stefanídi 4,81 m (CR) | Lisa Ryzih 4,70 m             | Angelica Bengtsson 4,65 m     |
| 2018    | Ekateríni Stefanídi 4,85 m (CR) | Nikoléta Kiriakopoúlou 4,80 m | Holly Bradshaw 4,75 m         |
| 2022    | Wilma Murto 4,85 m (CR)         | Ekateríni Stefanídi 4,75 m    | Tina Šutej 4,75 m             |
| 2024    | Angelica Moser 4,78 m           | Ekateríni Stefanídi 4,73 m    | Molly Caudery 4,73 m          |

## Records des championnats

### Hommes
| Performance | Athlète          | Lieu      | Date         | Record |
| ----------- | ---------------- | --------- | ------------ | ------ |
| 5,85 m      | Sergueï Bubka    | Stuttgart | 29 août 1986 |        |
| 5,85 m      | Rodion Gataullin | Split     | 30 août 1990 |        |
| 5,85 m      | Jean Galfione    | Helsinki  | 11 août 1994 |        |
| 5,85 m      | Rodion Gataullin | Helsinki  | 11 août 1994 |        |
| 5,90 m      | Igor Trandenkov  | Helsinki  | 11 août 1994 |        |
| 5,90 m      | Rodion Gataullin | Helsinki  | 11 août 1994 |        |
| 6,00 m      | Rodion Gataullin | Helsinki  | 11 août 1994 |        |
| 6,00 m      | Armand Duplantis | Berlin    | 12 août 2018 |        |
| 6,00 m      | Timur Morgunov   | Berlin    | 12 août 2018 |        |
| 6,05 m      | Armand Duplantis | Berlin    | 12 août 2018 |        |
| 6,06 m      | Armand Duplantis | Munich    | 20 août 2022 |        |

### Femmes
| Performance | Athlète             | Lieu      | Date         | Record |
| ----------- | ------------------- | --------- | ------------ | ------ |
| 4,80 m      | Yelena Isinbayeva   | Göteborg  | 12 août 2006 |        |
| 4,81 m      | Ekateríni Stefanídi | Amsterdam | 9 août 2016  |        |
| 4,85 m      | Ekateríni Stefanídi | Berlin    | 9 août 2018  |        |
| 4,85 m      | Wilma Murto         | Munich    | 17 août 2022 |        |